# Camilla Gray
Camilla Gray, auch bekannt als Camilla Gray-Prokofieva (* 1936 in Hampstead, London; † 17. Dezember 1971 in Sotschi) war eine britische Kunsthistorikerin.

## Leben und Werk
Camilla Gray wurde 1936 als Tochter des Kunsthistorikers Basil Gray (1904–1989) und der Kalligrafin und Schrifthistorikerin Nicolette Gray (geborene Binyon, 1911–1997) geboren. Sie war die Enkelin des Kunsthistorikers und Autors Laurence Binyon.
Ihr Interesse an der modernen russischen Kunst und Architektur wurde 1955, nach ihrer ersten Russlandreise, geweckt. In Amerika studierte sie im Museum of Modern Art und an der Yale University die Sammlungen russischer Kunst. Grays erster Artikel über Kasimir Malewitsch erschien 1958 in der Times. In der Zeitschrift Typographica, herausgegeben von Herbet Spencer, veröffentlichte sie 1959 einen Artikel über El Lissitzky. Zum Zeitpunkt des Erscheinens dieses Artikels war Lissitzky fast völlig in Vergessenheit geraten. Gray stellte ihn als wichtigen Wegbereiter der modernen Typografie der 1920er Jahre vor.
1960 reiste Camilla Gray erneut nach Russland und recherchierte für ein Buch über die moderne russische Kunst des späten 19. und frühen 20. Jahrhunderts. Sie beschränkte sich aber nicht auf die Arbeit in Museen, Archiven und Bibliotheken, sondern führte auch Gespräche mit noch lebenden Künstlern, die zu jener Zeit, die ihr Buch behandeln sollte, eine bedeutende Rolle spielten. Sie sichtete Zeitungsartikel, Ausstellungskataloge und Literaturgeschichten. Camilla Gray erhielt für ihre Forschungen Unterstützung von einer Reihe einflussreicher Persönlichkeiten wie Herbert Read, Kenneth Clark, Isaiah Berlin, Herbert Spencer, Willem Sandberg, Eric Gregory, George Heard und Alfred H. Barr.
1962 erschien im Verlag Thames & Hudson in London ihr bedeutendstes Werk: The Great Experiment: Russian Art 1863–1922. Das Buch war ein Meilenstein in der Darstellung russischer Avantgardekunst und für westliche Wissenschaftler ein bis dahin weitgehend unbekanntes Terrain. 1986 erschien bei Thames & Hudson in der Reihe World of Art eine Neuausgabe unter dem Titel The Russian Experiment in Art: 1863–1922 und der DuMont Verlag in Köln brachte 1974 die deutsche Übersetzung heraus unter dem Titel Das große Experiment. Die russische Kunst 1863–1922.
Camilla Gray war mir Oleg Prokofjew verheiratet, dem Sohn des Komponisten Sergej Prokofjew. Sie hatten sich 1960 in Russland kennengelernt und 1969 geheiratet. Die gemeinsame Tochter Anastasia wurde 1970 geboren. Camilla Gray starb am 17. Dezember 1971 in Sotschi am Schwarzen Meer an Hepatitis.

## Veröffentlichungen (Auswahl)
- Kasimir Malevich 1878–1935. An exhibition of paintings, drawings, and studies organised in association with the Stedelijk Museum, Amsterdam and held at the Whitechapel Art Gallery, London. Whitechapel Art Gallery, London 1959.
- El Lissitzky: Typographer. In: Herbert Spencer (Hrsg.): Typographica 16 First Series. Lund Humphries, 1959, S. 20–34.
- mit Mary Chamot: A Retrospective Exhibition of Paintings and Designs for the Theatre – Larionov and Goncharova. Arts Council Gallery, London 1961.
- The Great Experiment: Russian Art 1863–1922. Thames & Hudson, London, 1962. (deutsche Übersetzung: Das große Experiment. Die russische Kunst 1863–1922. DuMont Schauberg, Köln 1974, ISBN 3-7701-0683-0)